# Mario Racheli
Mario Racheli (Parma, 24 gennaio 1879 – Parma, 26 settembre 1961) è stato un imprenditore e politico italiano.

## Biografia
Imprenditore agricolo ed organizzatore sindacale, è stato segretario generale e presidente della confederazione nazionale fascista del commercio. Deputato per tre legislature, nominato senatore nel 1943, decaduto per sentenza dell'Alta Corte di Giustizia per le Sanzioni contro il Fascismo del 14 novembre 1945.